# Jan van Leiden

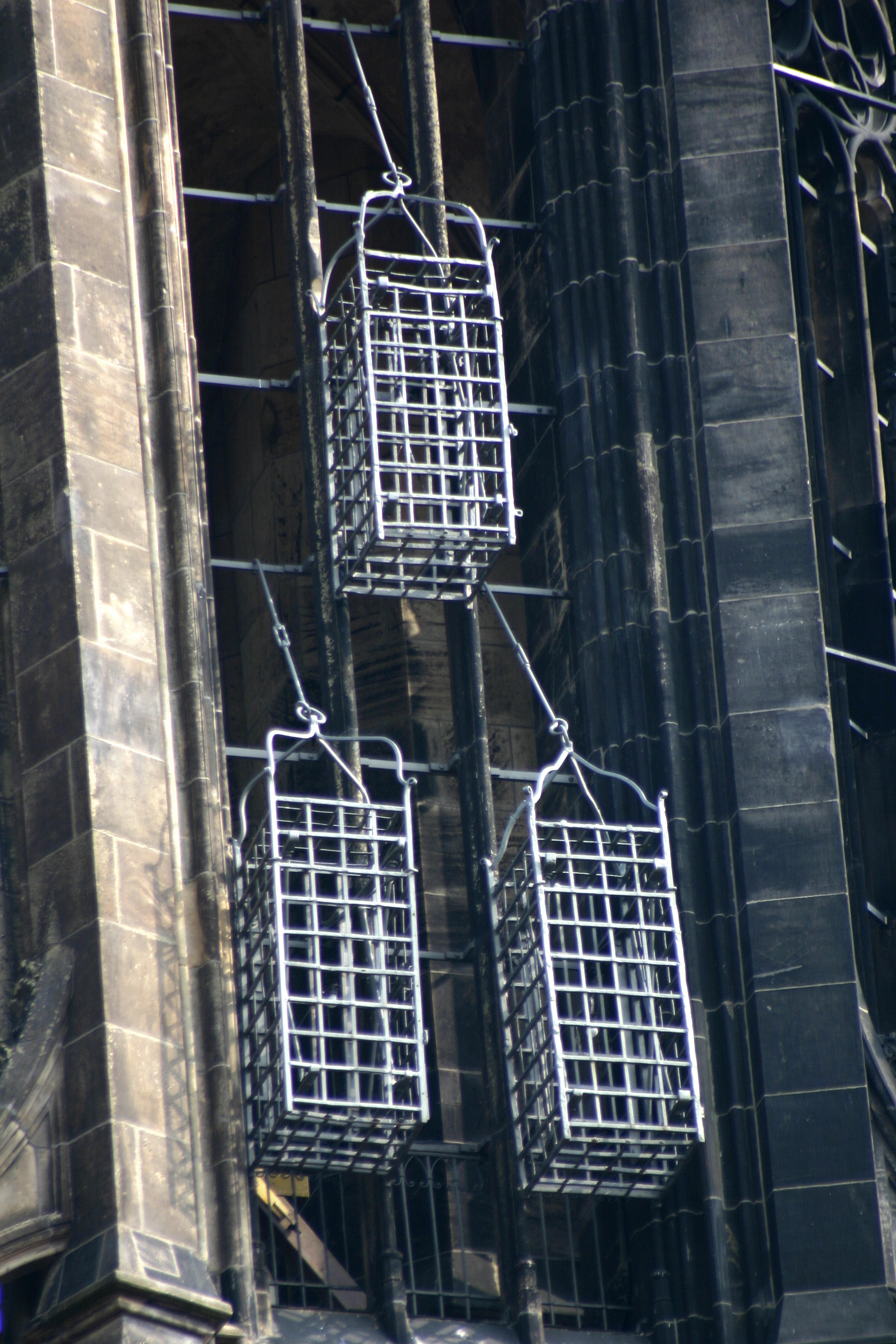
De kooien aan de toren van de Sint-Lambertuskerk

Jan van Leiden, ofwel Jan (Johan) van Leyden, eigenlijk Johan Beukelszoon (Leiden, 1509 - Münster (Westfalen), 22 januari 1536) was een rondtrekkende Nederlandse prediker van de wederdopers en een van de leiders, later (zelfbenoemd) koning, van het kortstondige wederdoperse koninkrijk in Münster (tijdens de Anabaptistische opstand aldaar).

## Levensloop
Jan Beukelsz van Leiden werd geboren als kind van Beukel Gerritsz, verwekt bij diens dienstmeid Alijdgen Jansdochter. Zijn ouders trouwden na het overlijden van de eerste vrouw van zijn vader. Jan van Leiden werd opgeleid tot kleermaker en werkte als zodanig in Vlaanderen en Engeland. Daarna trok hij naar Leiden, waar hij de weduwe van een schipper trouwde. Als koopman reisde hij naar Lübeck en Lissabon. In Leiden dreef hij de herberg In den Witte Lely en was meesterzanger, rijmdichter en toneelspeler bij de stedelijke festiviteiten.
In 1533 leerde Jan van Leiden de wederdoper Jan Matthijs kennen en liet hij zich door hem dopen. Zijn belangstelling voor deze nieuwe christelijke groepering was al eerder gewekt, toen hij bij een bezoek aan Münster een preek van Bernhard Rottmann had gehoord.

## Opgang van het wederdopersrijk in Münster

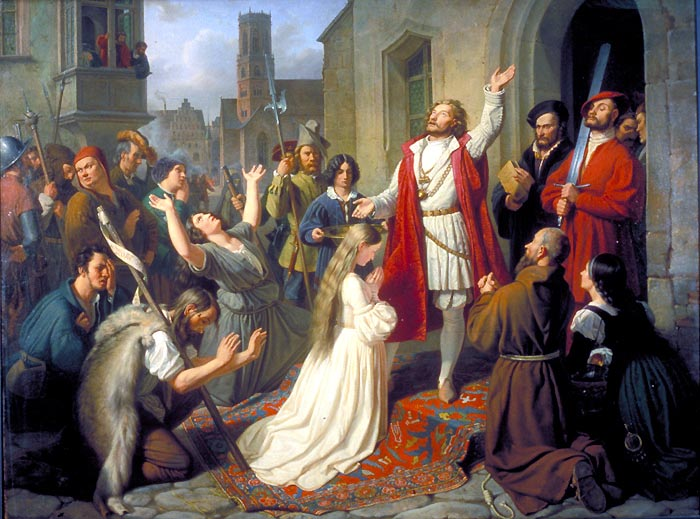
Jan van Leiden doopt een meisje tijdens het wederdoperskoninkrijk in Münster. (Johann Karl Bähr, 1840)

Jan van Leiden werd door Jan Matthijs als apostel uitgezonden om "de boodschap te verkondigen en uitverkorenen in te wijden". Al gauw werd hij in Münster naast Matthijs leider van de Wederdopers in de stad. De wederdopers verkregen een meerderheid in de gemeenteraad en maakten Münster tot een van hun bolwerken. De uit de stad verdreven prins-bisschop Frans II van Waldeck belegerde de stad al sinds 28 februari 1534 met hulp van de troepen van landgraaf Filips van Hessen.
Jan Matthijs kwam op 5 april 1534 bij een uitval uit de belegerde stad om het leven. Jan van Leiden was daarna de enige leider van de wederdopers in Münster. Hij nam in september 1534 de titel van koning aan, richtte het theocratische "Koninkrijk Sion" op en omgaf zich met een luisterrijke hofhouding.
Met behulp van een raad van "twaalf apostelen", zijn stadhouder en scherprechter Berend Knipperdolling en zijn "rijkskanselier" Heinrich Krechting zou Jan van Leiden een waar schrikbewind hebben uitgeoefend en ieder verzet in bloed hebben gesmoord. Ter voorbereiding op de vermeende naderende apocalyps liet hij alle boeken behalve de Bijbel verbranden. Geld werd afgeschaft en polygamie en gemeenschap van goederen werden ingevoerd. Op overtreding van de tien geboden stond de doodstraf. Jan van Leiden had 17 vrouwen. Hij zou een van hen, Elisabeth Wandscherer, publiekelijk zelf hebben onthoofd omdat ze hem wilde verlaten. Enige twijfel over de historische juistheid van deze overleveringen is op zijn plaats. De kerkelijke en wereldlijke autoriteiten lieten deze verhalen  ter afschrikking verspreiden na hun overwinning op de wederdoperbeweging.

### Polygamie
De Nederlandse Divara van Haarlem (ook Dieuwertje Brouwersdr. genoemd, 1511 - 7 juli 1535), de weduwe van Jan Matthijs, hertrouwde enkele maanden nadien met Jan van Leiden. Hij benoemde haar na zijn kroning tot koningin van zijn koninkrijk.
In het boek Anabaptistiei Furoris Monatteriur van Herman van Kerssenbrock worden nog een aantal namen  van echtgenotes van Jan van Leiden vermeld:
- Maria Heckers
- Catharina Milinges
- Anna Laurentz
- Angela Kerckringes
- Anna Averwheges
- Elyzabet Wandscherers
- Catharina Averweges
- Elyzabet Dreggers?
- Anna Knipperdollings
- Anna Kibbenbroichs
- Christina Roede
- Margareta Modersonne
- Elyzabet Buscho
- Margareta Grolle

## Neergang van het wederdopersrijk in Münster
Het doperrijk van Jan van Leiden kwam op 25 juni 1535 ten einde, toen de troepen van de bisschop en de landgraaf van Hessen dankzij verraad Münster innamen. Pas na harde straatgevechten werden de wederdopers verslagen. Jan van Leiden werd gevangengenomen en een zestal maanden als "circusbeer" door het omliggende land gevoerd. Op 22 januari 1536 werd hij met Berend Knipperdolling en Berend Krechting op het schavot gemarteld en geëxecuteerd. Hun lichamen werden in ijzeren kooien opgehangen aan de toren van de Lambertikerk in Münster. In deze kooien lagen de lichamen ter afschrikking tot 1585 te vergaan. Een replica van de kooien is nog steeds te bezichtigen. Hoofdprediker Bernhard Rotmann en Berend Krechtings broer Hendrik wisten te ontsnappen. Heinrich Krechting verkondigde het doperdom later in Oldenburg.
Van Van Leidens gevangenschap en dood is een verslag bekend van Antonius Corvinus, een lutherse predikant die met Jan van Leiden sprak over zijn overtuigingen en de geschiedenis in Münster.
In de grafische kunsten
- Jan van Leiden in Munster. Schilderij van Karel Frederik Bombled uit de beroemde historische galerij van Jacob de Vos (1803-1878). In de bijbehorende 'beschrijving der schetsen in olieverw' noemd De Vos het bewind van deze profeet en koning 'woest, wreed en zedeloos' (Amsterdams Historisch Museum).
- Doopplechtigheid door koning Jan, door Johann Carl Bähr, gepuliceerd in het Jahresblatt des Sächsischen Kunstverein voor 1840 (Universiteitsbibliotheek van Amsterdam, Doopsgezinde bibliotheek). Hiervan is er een lithografie gemaakt door Franz Hanfstaengl)

## Trivia
- Jan van Leiden heeft zijn naam gegeven aan het gezegde zich ergens met een jantje-van-leiden van afmaken: Niet zijn uiterste best doen. Vroeger luidde de uitdrukking het afleggen met Jan van Leiden, wat een belediging was voor verkopers van loze beloften.[7]
- Er was in dezelfde periode ook in Amsterdam een wederdopersoproer, dit is beschreven door Lambertus Hortensius.